# Gamvik museum
Gamvik museum är ett norskt lokalhistoriskt museum i fiskeläget Gamvik i Gamviks kommun i Finnmark fylke. Det visar redskap, husgeråd och annan utrustning som förekom i ett litet fiskeläge på Finnmarkskusten.  Det ingår numera i det 2006 organiserade Museene for kystkultur og gjenreisning i Finnmark.
Gamvik Museum 71° N bildades av Gamvik Museums- og historielag I 1978. Folk i Gamvik engagerade sig i att samla ihop fotografier och föremål, vilket blev grundplåten för museets samling. Museet ligger numera i det nedlagda Brodtkorbbruket, vars byggnader restaurerades 1990-95 och anpassades för museiändamål. Museet flyttade dit 1998 från sina tidigare lokaler i Gamvik skole. 